# Psephis
Psephis é um gênero de mariposa pertencente à família Crambidae.